# إرشادات المساهمة
إرشادات المساهمة، والمعروفة أيضًا بملف CONTRIBUTING.md، هو وثيقة تُدرجها إدارة المشروع في حزم البرمجيات المجانية والمفتوحة المصدر أو حزم الوسائط المفتوحة. يهدف هذا الملف إلى توضيح كيفية إمكانية مشاركة الآخرين بمساهماتهم ومحتواهم في المشروع.
يشرح الملف كيفية مشاركة أي شخص في أنشطة مثل تنسيق الكود للإرسال، أو تقديم التصحيحات، أو إضافة ميزات جديدة. كما يتضمن أيضًا إرشادات حول كيفية كتابة ملاحظات جيدة، وإجراءات المراجعة، وأفضل الممارسات لضمان توافق المساهمات مع معايير المشروع.
إن وجود ملف إرشادات المساهمة في حزمة يمكن أن يزيد من فرص حصول المشروع على مساهمات جماعية. ومع ذلك، في كثير من الحالات، لا تتبع المساهمات المستلمة التعليمات الواردة في هذا الملف.
يساهم وجود ملف إرشادات المساهمة بشكل كبير في نجاح المشاريع التي تعتمد على مساهمات المستخدمين.

## روابط خارجية
- وضع إرشادات للمساهمين في المستودع ، GitHub
- التعامل مع مساهمات الويب: كيفية إنشاء ملف CONTRIBUTING.md ، Mozilla